# Gwiazda (odznaczenie)

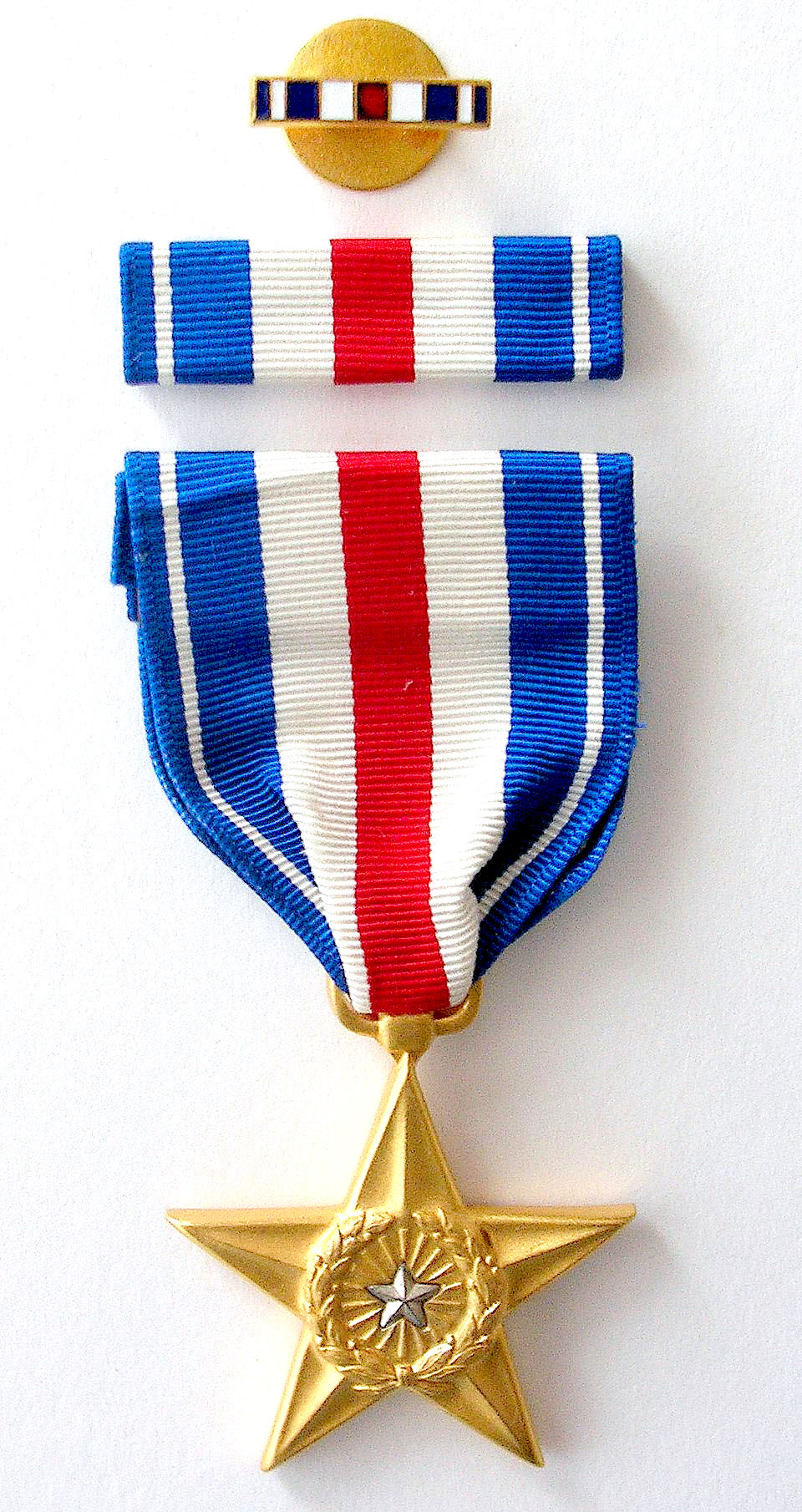
Srebrna Gwiazda

Gwiazda – rodzaj odznaczenia, które może pełnić różne funkcje i zajmować różne miejsce w systemach odznaczeń wielu państw.

## Charakterystyka
Istnieją odznaczenia, które mają kształt gwiazdy, ale ich nazwa nie zawiera wyrazu „gwiazda”. Na przykład, liczne ordery w takim kształcie funkcjonowały w ZSRR (w tym najwyższy – Order „Zwycięstwo”) oraz w innych państwach bloku sowieckiego. Gwiazda stanowi jedną z odznak wysokich orderów jednoklasowych lub wyższych klas orderów mających więcej niż jedną klasę, na przykład ustanowionego w 1348 roku angielskiego Orderu Podwiązki czy francuskiej Legii Honorowej. W Polsce gwiazda jest jednym z insygniów Orderu Orła Białego, Orderu Virtuti Militari I klasy, Orderu Odrodzenia Polski I i II klasy oraz nadawanego obywatelom innych państw Orderu Zasługi Rzeczypospolitej Polskiej I i II klasy. Po trzecie, w różnych państwach istnieją odznaczenia posiadające w nazwie wyraz „gwiazda”. Na przykład, jednym z najstarszych odznaczeń sowieckich był Order Czerwonej Gwiazdy ustanowiony 6 kwietnia 1930, medal Złota Gwiazda wręczano jako oznakę zaszczytnego tytułu Bohatera Związku Radzieckiego, od roku 1992 zaś w Rosji istnieje medal Złota Gwiazda dla osób wyróżnionych tytułem Bohatera Federacji Rosyjskiej.  W USA medal Srebrna Gwiazda należy do wysokich (czwarte w hierarchii) odznaczeń wojskowych nadawanych za męstwo, istnieje też niższe odznaczenie wojskowe - medal Brązowa Gwiazda. Jednym z najstarszych   odznaczeń rumuńskich jest Order Gwiazdy Rumunii. W niektórych państwach gwiazdy mają charakter pamiątkowych odznaczeń wojennych niższej rangi niż ordery, krzyże czy medale, zazwyczaj upamiętniają wojny, bitwy i inne działania zbrojne. Wiele z medali kampanii brytyjskich stanowią właśnie gwiazdy. Również w Polsce w 2007 roku utworzono gwiazdy jako odznaczenia wojskowe o charakterze pamiątkowym.

## Gwiazdy w Polsce

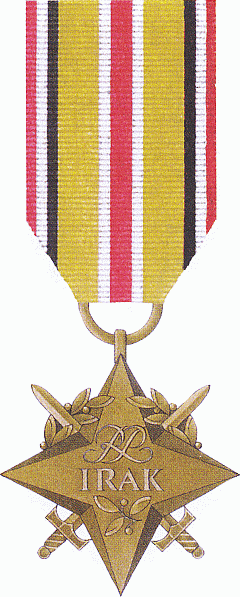
Gwiazda Iraku

### Utworzenie
Gwiazdy zostały ustanowione ustawą z dnia 14 czerwca 2007 roku o zmianie ustawy z dnia 16 października 1992 roku o orderach i odznaczeniach, razem z Krzyżem Wojskowym, Wojskowym Krzyżem Zasługi, Wojskowym Krzyżem Zasługi z Mieczami, Morskim Krzyżem Zasługi, Morskim Krzyżem Zasługi z Mieczami, Lotniczym Krzyżem Zasługi z Mieczami oraz Medalem za Długoletnią Służbę. Zmiana została wprowadzona w życie po upływie trzech miesięcy od momentu ogłoszenia, które nastąpiło 9 lipca 2007 roku. Równocześnie Prezydent Rzeczypospolitej Polskiej rozporządzeniem z dnia 31 lipca 2007 roku zmienił rozporządzenie z dnia 10 listopada 1992 roku w sprawie opisu, materiału, wymiarów, wzorów rysunkowych oraz sposobu i okoliczności noszenia odznak orderów i odznaczeń.
Zgodnie z treścią wyżej wymienionej ustawy „odznaczenia wojskowe o charakterze pamiątkowym mające w nazwie wyraz „Gwiazda” są nagrodą za nienaganną służbę w polskich kontyngentach wojskowych poza granicami państwa”. W starszeństwie polskich odznaczeń zajmują miejsce po Medalu za Długoletnie Pożycie Małżeńskie, a przed wszystkimi nie nadawanymi obecnie odznaczeniami państwowymi, a także przed nadawanymi Krzyżem Zesłańców Sybiru, Krzyżem Wschodnim i Krzyżem Zachodnim.

### Nadawanie
Gwiazdy nadaje i wręcza Prezydent Rzeczypospolitej Polskiej, z inicjatywy własnej, a także na wniosek ministra właściwego do spraw obrony lub ministra właściwego do spraw wewnętrznych. Prezydent ma również prawo do pozbawienia gwiazdy osoby nią odznaczonej.
Zgodnie z zasadami nadawania mogą je otrzymać żołnierze, policjanci, osoby cywilne, funkcjonariusze Agencji Bezpieczeństwa Wewnętrznego, Agencji Wywiadu, Biura Ochrony Rządu, Służby Wywiadu Wojskowego, Służby Kontrwywiadu Wojskowego, Centralnego Biura Antykorupcyjnego, Straży Granicznej, Straży Pożarnej, za co najmniej jeden dzień nienagannej służby rozpoczętej w ramach kontyngentu lub operacji wojskowej na danym terytorium. Odznaczenie może zostać nadane również obywatelom innych państw współdziałających z Siłami Zbrojnymi Rzeczypospolitej Polskiej.
Nadawanie wojskowych odznaczeń o charakterze pamiątkowym mających w nazwie wyraz „Gwiazda”, za nienaganną służbę w okresie od dnia 1 stycznia 2002 do dnia 31 grudnia 2010 zostało uznane za zakończone z dniem 31 grudnia 2013. Zgodnie z zapisami ustawy z dnia 28 lipca 2023 nadawanie Gwiazd za operacje zakończone przed 2021 przedłużono do roku 2025.

### Wygląd
Odznaką jest 44 mm patynowany na brązowo medal w kształcie czteropromiennej gwiazdy z dwoma skrzyżowanymi mieczami, ostrzami skierowanymi ku górze, z wypukłym monogramem z liter "RP" na górnym promieniu i wypukłym umieszczonym pośrodku napisem określającym nazwę państwa lub nazwę geograficzną terenu działania prowadzenia operacji. Na dolnym promieniu i między górnymi promieniami znajdują się stylizowane liście wawrzynu. Rewers składa się z wypukłego, dwuwierszowego napisu "PACI SERVIO", a poniżej jest miejsce na wygrawerowanie przez odznaczonego dat służby. Odznaczenie zawieszone jest na wstążce w barwie każdorazowo określanej dla poszczególnej Gwiazdy, szerokości 35 mm, z czerwonym paskiem szerokości 4 mm przez środek, mającym po bokach prążki białe szerokości 2 mm oraz po brzegach umieszczone symetrycznie połączone paski lub prążki w barwach flagi państwa lub terenu. Każdorazowy udział w zmianie kontyngentu lub operacji wojskowej oznacza się przez nałożenie na wstążkę okucia w kształcie listewki szerokości 5 mm, matowej, patynowanej na brązowo, z polerowanymi krawędziami, z umieszczoną pośrodku polerowaną cyfrą arabską, oznaczającą kolejną zmianę kontyngentu, lub taką samą listewkę z nazwą operacji wojskowej. Kolory baretki są identyczne ze wstążką.

### Polskie gwiazdy
- Gwiazda Iraku – ustanowiona rozporządzeniem Prezydenta RP z 31 lipca 2007[3], które weszło w życie 1 stycznia 2008;
- Gwiazda Afganistanu – ustanowiona rozporządzeniem Prezydenta RP z 31 lipca 2007[3], które weszło w życie 1 stycznia 2008;
- Gwiazda Czadu – ustanowiona rozporządzeniem Prezydenta RP z 12 lutego 2010[4], które weszło w życie 13 maja 2010;
- Gwiazda Konga – ustanowiona rozporządzeniem Prezydenta RP z 12 lutego 2010[4], które weszło w życie 13 maja 2010;
- Gwiazda Morza Śródziemnego – ustanowiona rozporządzeniem Prezydenta RP z 12 lutego 2010[4], które weszło w życie 13 maja 2010;
- Gwiazda Załóg Lotniczych – ustanowiona rozporządzeniem Prezydenta RP z 4 maja 2012[5], które weszło w życie 5 sierpnia 2012.